# Swartzia fanshawei
Swartzia fanshawei är en ärtväxtart som beskrevs av John Macqueen Cowan. Swartzia fanshawei ingår i släktet Swartzia och familjen ärtväxter. Inga underarter finns listade i Catalogue of Life.